# Evil Pink
Pour plus de détails, voir Fiche technique et Distribution.
Evil Pink, connu aussi sous le nom de Belladonna's Evil Pink (Le mal rose de Belladonna), est une série pornographique lesbienne américaine de vidéofilms produite par les Studios Evil Angel. 
En 2010, Evil Pink 4 a remporté l'AVN Award du meilleur film dans la catégorie « lesbiennes » (Best All-Girl Feature).

## Liste des films

### Belladonna's Evil Pink 1
- Durée : 140 minutes
- Date de sortie : 2003  États-Unis
- Distribution :
  - scène 1 : Belladonna et Avy Scott
  - scène 2 : Belladonna et Cytherea
  - scène 3 : Belladonna et Angel Eyes
  - scène 4 : Michelle Lay et Velvet Rose
  - scène 5 : Belladonna, Angel Eyes et Avy Scott
  - scène 6 : Belladonna et Vandalia
  - scène 7 : Belladonna et Avy Scott
  - scène 8 : Belladonna, Avy Scott, Angel Eyes et Vandalia

### Belladonna's Evil Pink 2
- Durée : 192 minutes
- Date de sortie : 2005  États-Unis
- Distribution :
  - scène 1 : Belladonna et Haley Paige
  - scène 2 : Belladonna et Annie Cruz
  - scène 3 : Belladonna et Roxy Jezel
  - scène 4 : Belladonna et Keeani Lei
  - scène 5 : Belladonna et April Flores

### Belladonna's Evil Pink 3
- Durée : 265 minutes
- Date de sortie : 2007  États-Unis
- Distribution :
  - scène 1 : Belladonna et Ashley Blue
  - scène 2 : Belladonna et August Night
  - scène 3 : Belladonna et Sammie Rhodes
  - scène 4 : Belladonna et Sandra Romain
  - scène 5 : Belladonna et Bobbi Starr
  - scène 6 : Belladonna et Claire Adams

### Belladonna's Evil Pink 4
- Durée : 206 minutes
- Date de sortie : 2008  États-Unis
- Distribution :
  - scène 1 : Alexis Texas et Ava Rose
  - scène 2 : Jenna Haze et Lexi Belle
  - scène 3 : Kirra Lynne et Sinn Sage
  - scène 4 : Charley Chase et Tori Black
  - scène 5 : Bobbi Starr et Kimberly Kane
  - scène 6 : Sasha Grey et Sophia Santi
  - scène 7 : Belladonna

## Récompenses et nominations
- 2010 : AVN Award - Best All-Girl Feature - Evil Pink 4[1]